# Filípides (Marató)
|  | Per a altres significats, vegeu «Filípides». |

Filípides o també Fidípides (en llatí Philippides o Pheidippides en grec antic Φιλιππίδης o Φειδιππίδης) fou un missatger grec que ha passat a la història per la seva capacitat de córrer i per portar bones notícies.
Pel que se sap, Filípides era un hemeròdrom que els atenencs van enviar a
Esparta l'any 490 aC per demanar ajut contra els perses quan aquests van desembarcar a Marató. Va arribar al seu destí, a 225 quilòmetres de distància, només dos dies després de sortir. Els espartans, encara que es van commoure amb la petició, van declarar que no podien proporcionar l'ajut immediatament degut a inconvenients religiosos, ja que era el novè dia del mes i no podien marxar fins que la lluna fos plena. Heròdot va escriure la història 30 o 40 anys després d'aquest fet i, per tant, Filípides havia de ser una figura històrica.
Després de la batalla de Marató, de nou segons Heròdot, una gran part de l'exèrcit atenenc va tornar a la ciutat, menat per Milcíades, marxant vora 40 quilòmetres amb el pes de l'armadura. Els soldats grecs van arribar a temps per veure que la flota persa, després de la derrota, s'allunyava, no sense haver intentat un atac contra la ciutat d'Atenes amb una maniobra per superar les línies gregues que preveien superar el cap Súnion per mar.
La llegenda que més endavant s'explicava, la de la cursa de Filípides des de Marató a Atenes, no l'explica Heròdot, sinó que va aparèixer per primera vegada en una obra de Plutarc del segle i, sobre la glòria dels atenesos. Plutarc afirma que un hemeròdrom amb armadura completa hauria corregut des de Marató fins a Atenes, i quan va arribar hauria pronunciat la famosa frase "hem vençut" (en grec antic Νενικήκαμεν, "Nenikèkamen") i després hauria mort a causa l'esforç. Segons Plutarc, l'historiador Heraclides Pòntic anomenava a aquest missatger Tersip, mentre que la majoria dels historiadors l'anomenaven Eucles.
Llucià de Samòsata, escriptor i retòric d'origen sirià que va viure durant el segle ii, relata la mateixa llegenda, tot testificant que el nom del corredor no era Eucles, sinó Filípides.
En memòria d'aquests fets, el filòleg Michel Bréal, va proposar a Pierre de Coubertin, el fundador dels Jocs Olímpics l'any 1896 la celebració d'una cursa amb el nom de Marató, la primera que es va celebrar. L'any 1908 es va establir la longitud de la cursa de 42,195 quilòmetres, i és la prova que sempre clausura els Jocs Olímpics d'Estiu.